# Генич Володимир Михайлович
Володи́мир Миха́йлович Ге́нич (1994—2014) — солдат Збройних сил України; учасник російсько-української війни.

## Життєпис
Народився 1994 року в селі Верблюжка. Закінчив Верблюзьку загальноосвітню школу І-ІІІ ступенів, був добрим спортсменом. Пройшов строкову службу в лавах ЗСУ. У вересні 2011-травні 2012 навчався у Міжрегіональному центрі професійної перепідготовки звільнених у запас військовослужбовців — за спеціальністю «слюсар з ремонту автомобілів. Водій автотранспортних засобів (категорія В)».
В часі війни — гранатометник, 30-та окрема механізована бригада.
4 липня 2014 року загинув під час обстрілу блокпосту механізованої бригади поблизу Великої Вергунки.
Похований в селі Верблюжка. Вдома лишилися батько та сестра.

## Нагороди
За особисту мужність і героїзм, виявлені у захисті державного суверенітету та територіальної цілісності України, вірність військовій присязі під час російсько-української війни
- орден «За мужність III ступеня» (14.11.2014, посмертно)
- Рішенням сесії Верблюзької сільської ради одна з вулиць села перейменована у вулицю Генича
- На Верблюзькому НВК № 1 встановлено меморіальну дошку (30 квітня 2015).